# Nasz Wyraz
Nasz Wyraz – miesięcznik literacko-artystyczny wydawany w Krakowie w latach 1935–1939. 

## Historia
Pismo kontynuowało tradycje wydawanego w latach 1933–1934 między gimnazjalnego miesięcznika „Gazetka”, które wychodziło pod redakcją Jerzego Jurkiewicza. 
Na jego łamach publikowali m.in. Ignacy Fik, Kazimierz Wyka, Jan Brzękowski, Jalu Kurek, Julian Przyboś, Gustaw Herling-Grudziński, Stanisław Czernik, Zdzisław Wróblewski. 
Numer 10 z 1936 roku został skonfiskowany i ukazało się jego drugie wydanie. Pomimo zapowiedzi o ukazaniu się kolejnego numeru w wydawnictwie nastąpiła przerwa. Kolejny numer ukazał się dopiero w kwietniu 1937 roku. 
W czasopiśmie zamieszczano także reprodukcje ówczesnego malarstwa i przekłady awangardowej poezji francuskiej. Pomimo deklarowanej przez redakcję apolityczności pismo miało wyraźnie charakter lewicowy.

## Redakcja
W skład redakcji pisma wchodzili: Michał Chmielowiec, Zygmunt Fijas, Ignacy Fik, Kornel Filipowicz, Wojciech Natanson, Helena Wielowieyska, Władysław Bodnicki. 
Redaktorem odpowiedzialnym był Władysław Pustelnik (do numeru 10 z 1936 roku), Józef Meizner (od nr 1 z 1937) , a wydawcą Jerzy Jurkiewicz. Od nr 8 z 1936 w stopce redakcyjnej pojawia się informacja, że redaktorem naczelnym jest Andrzej Kański, a od numeru 1 z 1937 jako redaktor naczelny i wydawca figuruje Władysław Bodnicki
Pierwsze 2 numery (rocznik 1935) wyszły w Drukarni Głosu Narodu, numer 1 z 1936 roku wyszedł w Drukarni Bratniej Pomocy Medyków UJ, od numeru 2 w stopce redakcyjnej pojawiła się Drukarnia Mieszczańska z ulicy Dolnych Młynów 3, a od numeru 5 Drukarnia Record ulicy Lenartowicza 6. Numer 2 z 1937 roku wydrukowano w Drukarni Renaissance z ulicy Starowiślnej 31, a numer 3 Drukarni Literackiej z Placu Zgody 4, od numeru 5 z 1938 roku pismo ponownie jest drukowane w Drukarni Renaissance, aby od nr 7 wrócić do Drukarni Literackiej. Ostatnie numery (od nr 12 z 1938 roku) wydrukowano w Drukarni Secesja z ulicy Kopernika 32.
W numerach z rocznika 1935 podtytuł, od numeru 1 w 1936 roku podtytuł miesięcznik literacki młodych, a w stopce redakcyjnej informacja „redaguje młodzież akademicka”. 
W pierwszych dwóch latach redakcja pisma mieściła się przy ulicy Karmelickiej 33, od numeru 1 z 1937 roku przy ulicy Limanowskiego 31, a od numeru 1 z 1938  przeniosła się na ulicę Janowa Wola 9.